# Aeropostal-Flug 109
Aeropostal-Flug 109 war ein Inlands-Linienflug der Linea Aeropostal Venezolana von Maracaibo nach Santa Bárbara, auf dem am 5. März 1991 eine McDonnell Douglas DC-9-32 nahe Valera an einem Berg zerschellte. Unter den 40 Passagieren und fünf Besatzungsmitgliedern gab es keine Überlebenden.

## Flugverlauf
Die McDonnell Douglas DC-9-32 hob um 15:58 Uhr Ortszeit (21:58 Uhr MEZ) in Maracaibo für ihren 20-minütigen Flug nach Santa Bárbara ab. Um 16:04 Uhr Ortszeit (22:04 Uhr MEZ) wurde die Reiseflughöhe von 16.500 ft (ca. 5.000 m) erreicht. Einige Minuten später erteilte die Flugsicherung in Santa Bárbara der Besatzung die Freigabe, das Flugzeug für den Landeanflug auf 5.500 ft (ca. 1.700 m) zu senken. Dies bestätigte die Crew und fragte, ob das Drehfunkfeuer bzw. das Distance Measuring Equipment nicht funktionsfähig seien. Dies verneinte die Flugsicherung. Gegen 16:15 Uhr Ortszeit (22:15 Uhr MEZ) stoppte der Kapitän den Sinkflugvorgang, da er eine fehlerhafte Kursausrichtung der Instrumente bemerkt hatte. In der Folge flog das Flugzeug eine Rechtskurve und stieg dabei wieder. Das Ground Proximity Warning System ertönte und das Flugzeug zerschellte wenige Sekunden danach an einem nebelverhangenen Berg in ungefähr 3.000 Metern Höhe.

## Untersuchung
Die Untersuchung ergab, dass die Crew infolge einer falschen Kurseingabe bei meteorologischen Bedingungen, die einen Instrumentenflug nötig machten, auf Sichtflug wechselte und sie den Berg zu spät sahen. Der Wechsel auf einen visuellen Flug erfolgte, ohne zuvor die geographische Position zu prüfen. Weitere beitragende Faktoren waren eine dritte männliche Person im Cockpit, die nicht der Besatzung angehörte, das zeitweilige Umschalten einer für den Radiokompass gedachten Frequenz auf einen Musik-Radiosender und auch die fehlende Kommunikation der Piloten untereinander.